# Terratrèmol de la Mar Uruguaiana de 1988
El terratrèmol de la Mar Uruguaiana (conegut oficialment en castellà com a Terremoto del Mar Uruguayo o Terremoto del Mar territorial Uruguayo) es va produir el 26 de juny de 1988 a les 6.24.23 UTC-3, amb una magnitud de 3,9 en l'escala de Richter. El seu epicentre va estar en 36° 55′ 0″ S, 53° 05′ 0″ O / 36.91667°S,53.08333°O, el seu hipocentre a 30 quilòmetres de profunditat, a 140 km al sud-oest de Maldonado i a 270 km a l'est de Buenos Aires, Argentina.
L'Observatori Sismològic de la Universitat de Brasília, mitjançant la xarxa sismogràfica instal·lada en l'àrea de la Presa d'Itaipú va rescatar les dades precedents sobre l'esdeveniment. Va afectar lleument a les poblacions de la costa riuplatenca, especialment a les ciutats de Maldonado i de Montevideo. No va produir danys.
Va haver dos antecedents de sismes en la zona. El primer i el més antic del qual es té constància, va ocórrer al Riu de la Plata el 1848. El segon data de 1888.